# Megachile pyrrhothorax
Megachile pyrrhothorax is een vliesvleugelig insect uit de familie Megachilidae. De wetenschappelijke naam van de soort is voor het eerst geldig gepubliceerd in 1891 door Schletterer.